# Satyrus moorei-gilgitica
Satyrus moorei-gilgitica är en fjärilsart som beskrevs av Robert Christopher Tytler 1926. Satyrus moorei-gilgitica ingår i släktet Satyrus och familjen praktfjärilar. Inga underarter finns listade.